# Brokuł
Brokuł, kapusta szparagowa (Brassica oleracea var. italica Plenck) – odmiana kapusty warzywnej. Jest rośliną jednoroczną należącą do rodziny kapustowatych, uważana za przodka kalafiora. Był powszechnie uprawiany w starożytnej Grecji i Rzymie, pod nazwą cyma. Znany jest wyłącznie z uprawy, nie występuje na stanowiskach naturalnych. Nazwa wywodzi się z włoskiego broccolo, zaś łaciński odpowiednik brachium oznacza gałąź, ramię. 

## Historia
Pierwsze wzmianki o brokule pochodzą z 1560 roku, kiedy prawdopodobnie został sprowadzony z Półwyspu Apenińskiego do Francji. Następnie rozpowszechnił się w Europie, docierając na Wyspy Brytyjskie w XVIII wieku. Do Stanów Zjednoczonych trafił poprzez osadników włoskich. W 1920 roku w Brooklynie powstała pierwsza towarowa plantacja brokuła. Największe uprawy w Europie są w Hiszpanii, we Włoszech, Francji i w Polsce. Największymi światowymi producentami są Chiny i Indie (łącznie ok. 70% produkcji).

## Morfologia
ŁodygaDługa i mięsista, na jej końcu tworzy się kwiatostan.
LiścieOsadzone są na ogonkach dłuższych niż u kalafiora. Są bardziej powcinane, o powierzchni falistej i zabarwione na ciemnozielono lub fioletowo-zielono.
KwiatyPodczas wzrostu wytwarza duży, baldachogroniasty (lecz mniej zbity niż u kalafiora) kwiatostan zwany różą, składający się z wielu drobnych pączków kwiatowych, które podczas przechowywania przybierają barwę fioletowo-brązową. Róża ma średnicę od 8 do 15 cm.

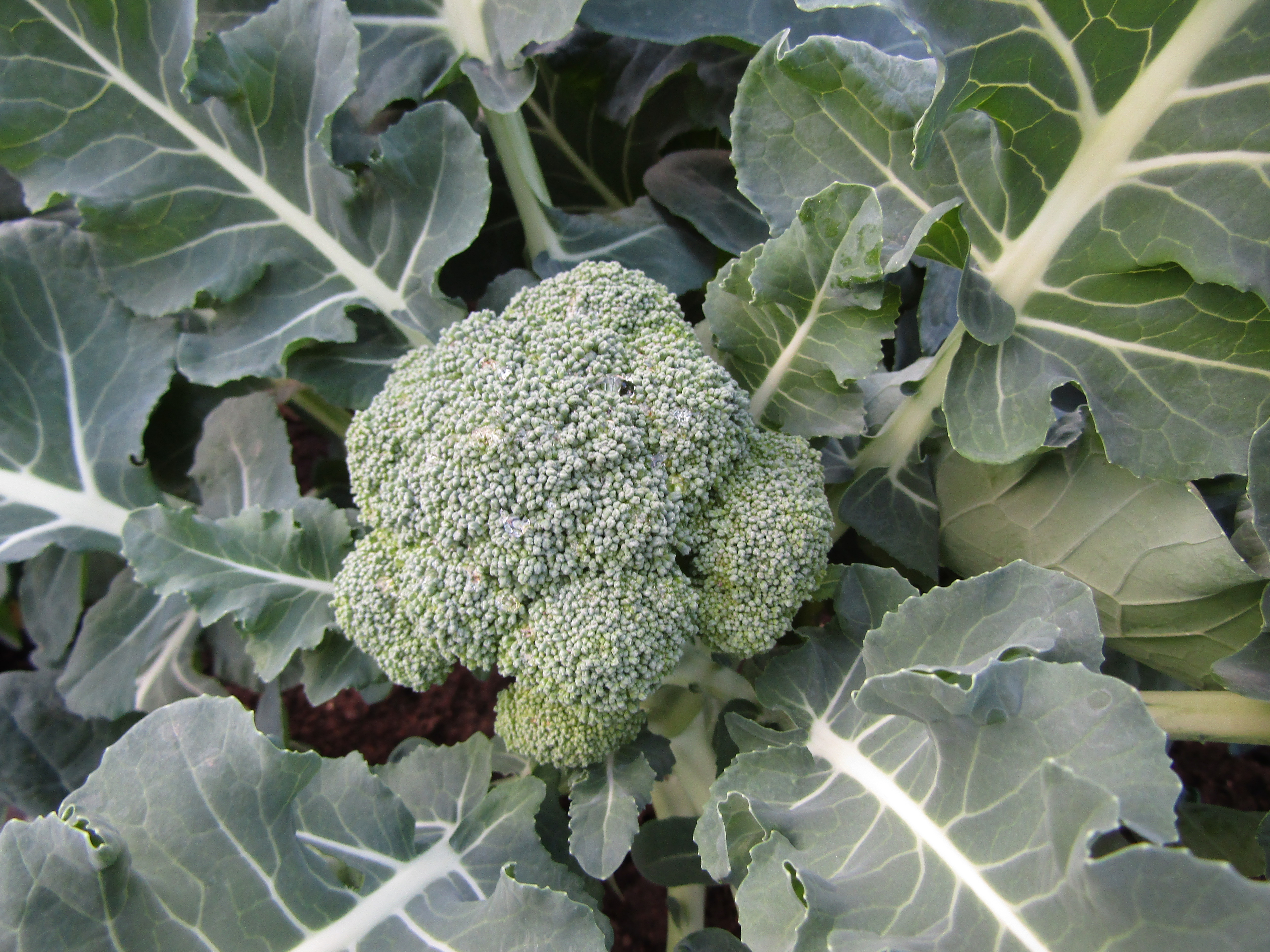
Brokuł z pąkami kwiatowymi (różą)
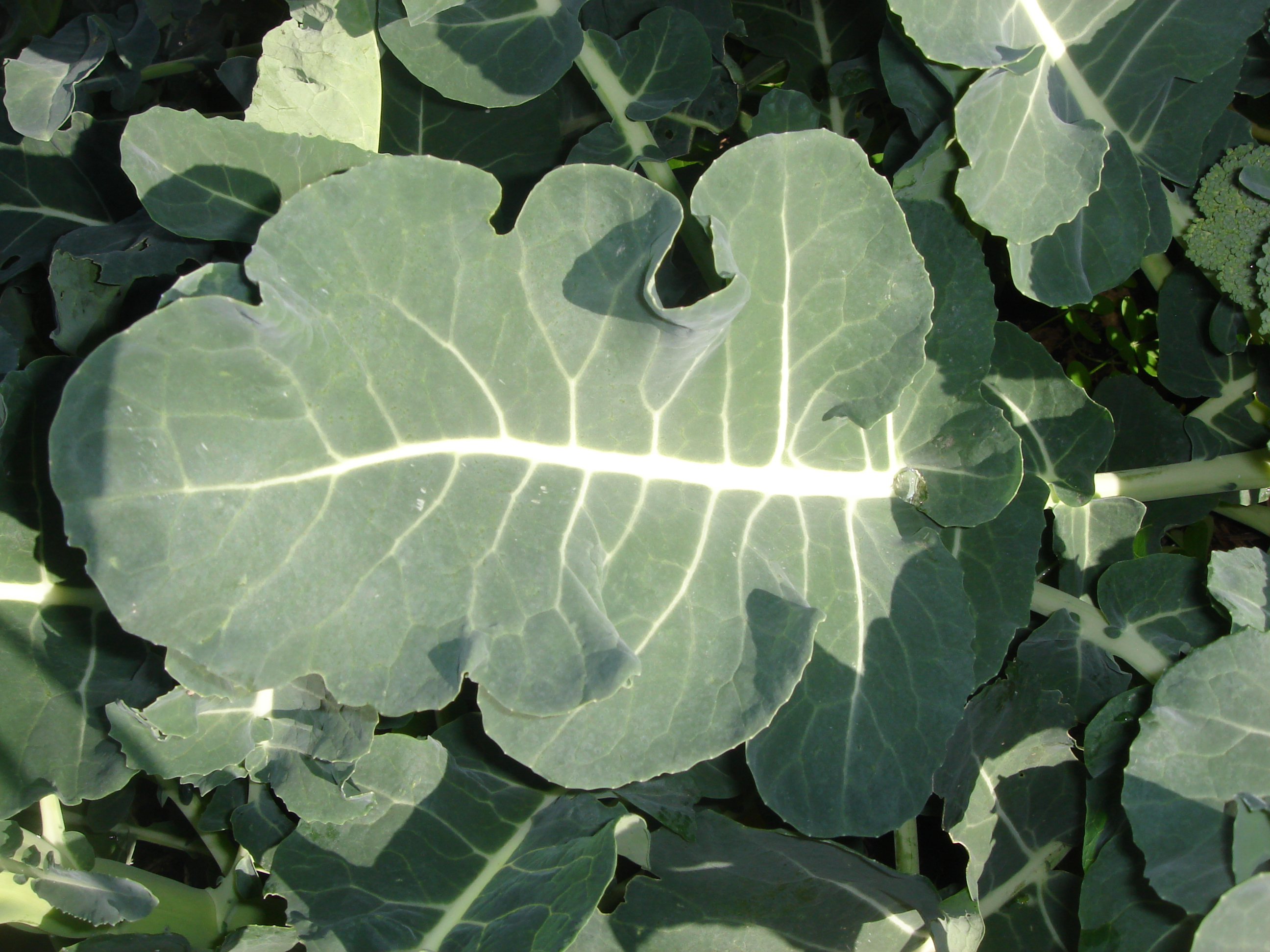
Liść
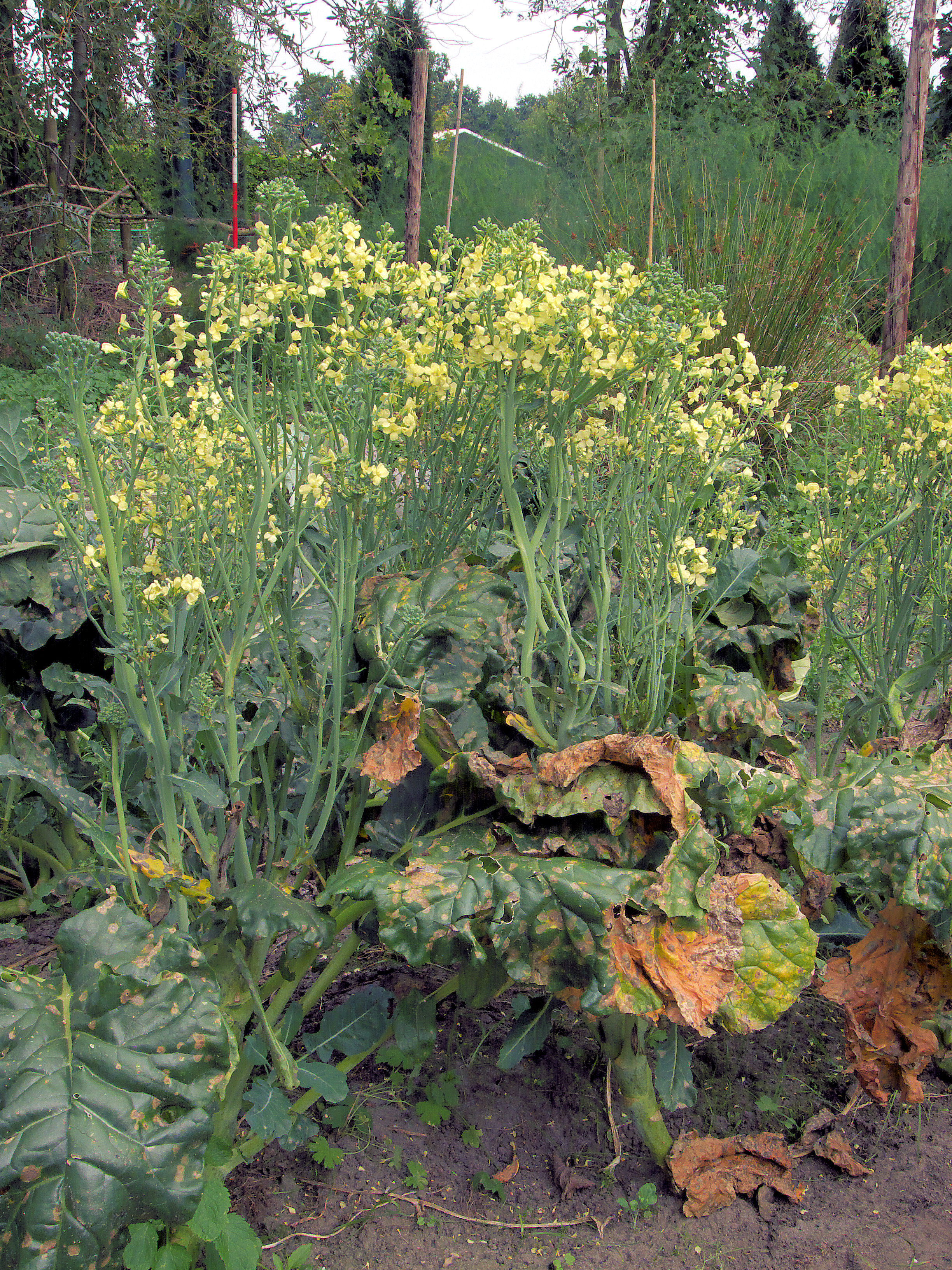
Kwitnące brokuły
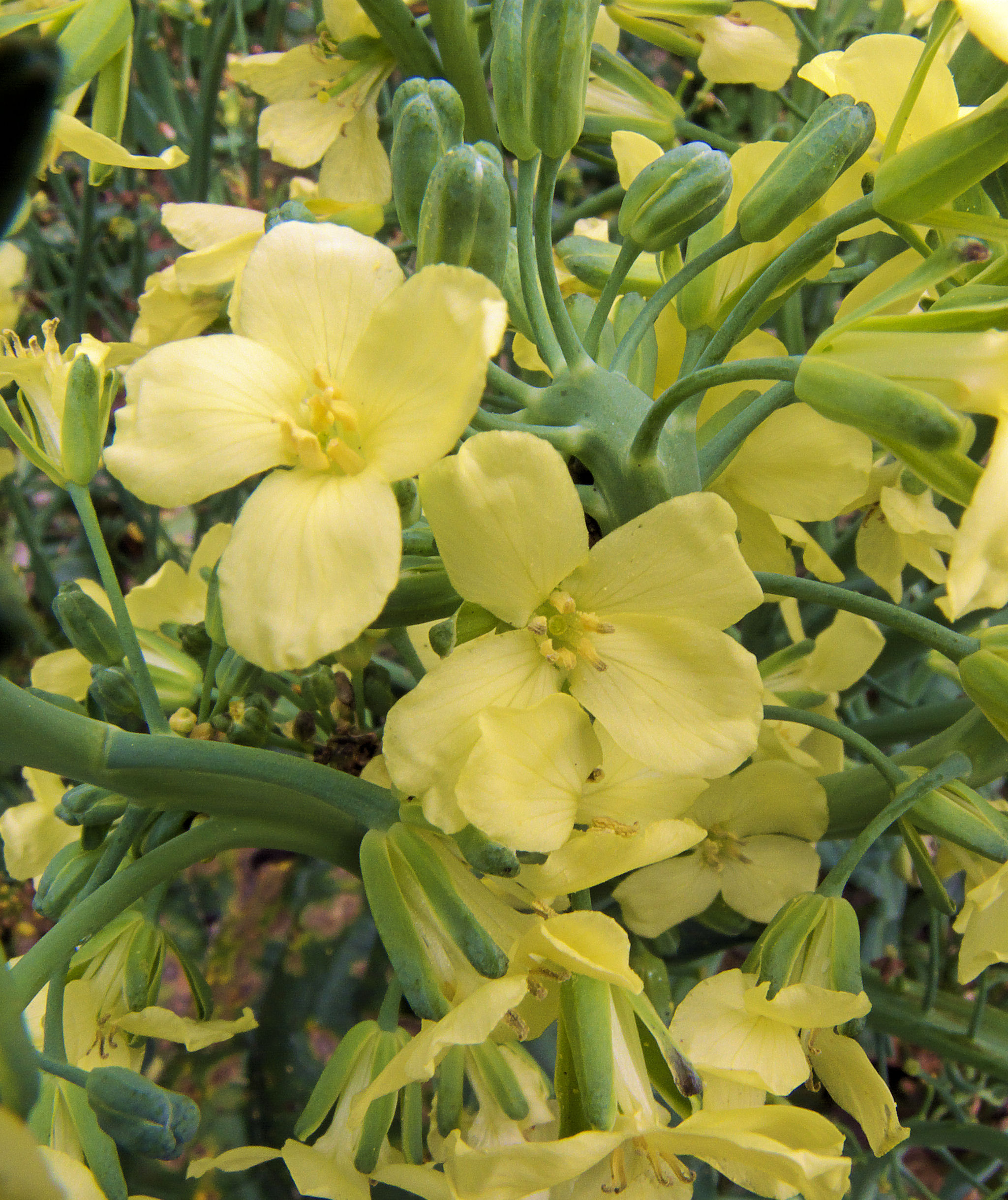
Kwiaty
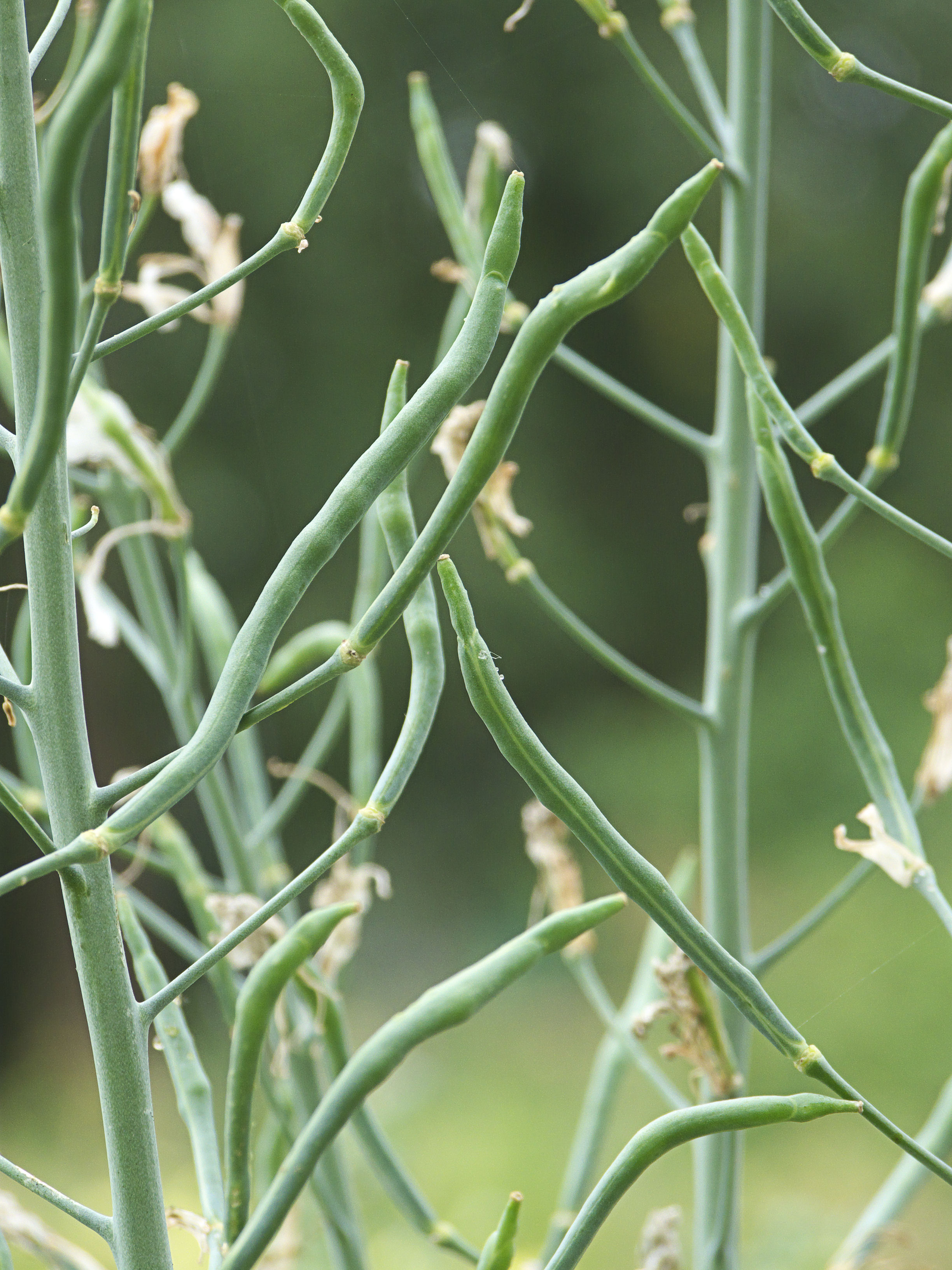
Owoce

## Właściwości
Brokuł zawiera sulforafan, substancję o działaniu przeciwnowotworowym. Do grupy składników o tym działaniu zaliczają się również indole, glukozynolany, karotenoidy. Brokuły mogą zmniejszać ryzyko zachorowań na choroby sercowo-naczyniowe i neurodegeneracyjne. Ich spożycie zalecane jest podczas leczenia osteoporozy oraz wysokiego poziomu cholesterolu we krwi. Badacze z amerykańskiego Uniwersytetu im. Johnsa Hopkinsa odkryli, że ta substancja chroni wzrok przed szkodliwym działaniem promieni ultrafioletowych.
| Ilość aminokwasów w 100 g | Ilość aminokwasów w 100 g |
| Nazwa                     | Ilość w mg                |
| ------------------------- | ------------------------- |
| Izoleucyna                | 146                       |
| Leucyna                   | 173                       |
| Lizyna                    | 185                       |
| Metionina                 | 45                        |
| Cystyna                   | 26                        |
| Fenyloalanina             | 112                       |
| Tyrozyna                  | 84                        |
| Treonina                  | 121                       |
| Tryptofan                 | 39                        |
| Walina                    | 173                       |
| Arginina                  | 193                       |
| Histydyna                 | 67                        |
| Alanina                   | 159                       |
| Kwas asparaginowy         | 278                       |
| Kwas glutaminowy          | 491                       |
| Glicyna                   | 126                       |
| Prolina                   | 152                       |
| Seryna                    | 132                       |

## Uprawa

### Wymagania glebowo-klimatyczne
Brokuł jest mniej wymagającym warzywem od kalafiora. Potrzebuje gleb o odczynie pH w zakresie 6,5–7. Powinien być uprawiany na glebach żyznych (czarnoziemy), o dobrych właściwościach retencyjnych (mady i gleby torfowe) oraz o wysokim poziomie próchnicznym.  Nieodpowiednie pod uprawę są gleby zakwaszone, lekkie i o małych właściwościach retencyjnych. 
Uprawie sprzyja klimat umiarkowany i chłodny, o temperaturach w przedziale 15–17 °C. Przez krótki okres jest w stanie przetrzymać przymrozki, jednak dłuższy stan niskich temperatur zatrzymuje wzrost. Przy zbyt wysokiej temperaturze przedwcześnie rozwijają się kwiaty, drewnieją pędy oraz nierównomiernie kształtują się pąki.
Pole przeznaczone pod brokuły powinno być nasłonecznione oraz izolowane od wiatru. Czas uprawy na tym samym polu nie powinien przekraczać 4 lat. 
Najczęstszą praktyką pielęgnacyjną brokułów są spulchnianie i odchwaszczanie gleby.

### Choroby i pasożyty
Brokuł jest podatny na infekcję. Najczęstszymi chorobami są kiła kapusty, mokra zglinizna bakteryjna i szara pleśń.
Do pasożytów zagrażających uprawie brokułu należą pchełka, paciornica krzyżowianka, śmietka kapuściana, prętnówka kapustnica, mszyca kapuściana.